# Mon cœur balance
Pour plus de détails, voir Fiche technique et Distribution.
Mon cœur balance est un film français réalisé par René Guissart, sorti  en 1932.

## Fiche technique
- Titre : Mon cœur balance
- Réalisateur : René Guissart
- Scénario : René Guissart, d'après la pièce d'Yves Mirande (Une petite femme dans le lit)
- Photographie : Georges Benoît
- Société de production : Studios Paramount
- Pays d'origine :  France
- Durée : 77 minutes
- Date de sortie : France - 28 octobre 1932

## Distribution
- Marie Glory : Geneviève
- Noël-Noël : le comte Noël
- Jean Aquistapace : M. Tripette
- Marguerite Moreno : Célestine
- Hélène Perdrière : Henriette
- André Urban : Jean
- Diana : Lulu
- Henri Trévoux